# How to Make It in America
How to Make It in America è una serie televisiva statunitense di genere comedy-drama, trasmessa in prima visione a partire dal 14 febbraio 2010 su HBO. Fra i produttori della serie figura anche Mark Wahlberg.
Il 20 dicembre 2011, a causa dei bassi ascolti ottenuti dalla seconda stagione, la serie è stata cancellata.
Nonostante la cancellazione, la serie contribuì a lanciare la carriera di Lake Bell: l'affascinante attrice si fece notare soprattutto per il suo bel seno, mostrandosi in topless in una scena del terzo episodio della seconda stagione.

## Trama
La serie segue due intraprendenti ventenni nei loro tentativi di sfondare nel mondo della moda newyorkese, cercando di realizzare la loro versione del sogno americano. I due, Ben Epstein e Cam Calderon, dovranno usare le proprie conoscenze dell'ambiente e i loro contatti per farsi strada. Ad aiutarli un amico di Ben, Domingo, e un cugino di Cam, Rene.

## Episodi
| Stagione         | Episodi | Prima TV USA | Pubblicazione Italia |
| ---------------- | ------- | ------------ | -------------------- |
| Prima stagione   | 8       | 2010         | 2021                 |
| Seconda stagione | 8       | 2011         | 2021                 |